# Strömsund, Luleå kommun
Strömsund är en ort i Råneå socken i Luleå kommun. Orten ligger vid Bottenviken cirka 3 kilometer nordost om Råneå och delas i två delar av E4an.
I Strömsund fanns från 1744 till 1830 en masugn anlagd för att smälta malm till Meldersteins bruk. Masugnsområdet användes därefter till andra industriella verksamheter. Idag finns där den kyrkliga anläggningen Strömsundshemmet med Strömsundshemmets kapell.
Den 31 december 2014 hade enligt Luleå kommun byn Strömsund, de två fritidshusområdena Bäckerskäret och Kilholmen och den omliggande landsbygden 73 invånare.

## Historia
I början av 1740-talet anlade Jonas Meldercreutz och Abraham Steinholtz en masugn i Strömsund för att smälta malm från Gällivare malmberg som därefter skulle vidareförädlas i Meldersteins bruk. Privilegium för denna masugn beviljades den 5 juli 1742 och anläggningen placerades vid bäcken som från Strömsundsträsket rinner ut i Bottenviken. Masugnen stod klar 1744 och togs i bruk året därpå. Den första blåsningen gav dock dåligt resultat eftersom Gällivaremalmen var alltför rik, kolet alltför dåligt och arbetsstyrkan alltför dåligt utbildad. Därefter blev avkastningen bättre och masugnen i Strömsund blåstes nästan varje år fram till och med 1830, varefter den lades ned.
Det som fanns kvar av bruket, Strömsunds faktori, köptes av Carl Rånlund. Denne satsade främst på skogsbruk och sågverksindustri men även på jordbruk och handel. På 1880-talet uppförde Rånlund en ståndsenlig herrgårdsbyggnad.
Hela egendomen övertogs 1942 av stiftelsen Strömsundshemmet för att användas inom församlingsarbetet i Råneå församling och den kyrkliga verksamheten i Luleå stift. Så småningom flyttades fyra kyrkstugor dit från Råneå kyrka, liksom olika byggnader från trakten. Där finns Strömsundshemmets kapell.